# Dasyhelea communis
Dasyhelea communis är en tvåvingeart som beskrevs av Jean-Jacques Kieffer 1918. Dasyhelea communis ingår i släktet Dasyhelea och familjen svidknott. Inga underarter finns listade i Catalogue of Life.